# Constances skilsmisse
Constances skilsmisse er en amerikansk stumfilm fra 1919 af Walter Edwards.

## Medvirkende
- Constance Talmadge som Barbara Townsend
- Harrison Ford som Richard Townsend
- Betty Schade som Dorothy Mitchell
- Myrtle Rishell som Eileen
- Paul Weigel som Logan